# Japanische Badminton-Seniorenmeisterschaft
Japanische Badminton-Seniorenmeisterschaften (jap. 全日本シニアバドミントン選手権大会, Zennihon shinia badominton senshutentaikai) werden seit 1983 ausgetragen. Die Teilnehmer der Titelkämpfe müssen ein bestimmtes Alter erreicht haben, um startberechtigt zu sein. Die Klassen sind durch eine vorangestelltes O gekennzeichnet, was das Mindestalter der jeweiligen Alterskategorie darstellt. Bei der ersten Austragung 1983 wurden die Altersklassen O30, O40, O50 und O60 ausgespielt. 2000 folgte die Einführung der O65, 2002 der O45 und O55, 2003 der O70, 2008 der O35 und 2010 der O75.

## Anmerkung
Bei unbekannten Lesungen wird der Originalname in Japanisch gelistet, gefolgt von einer möglichen Lesung kursiv in Klammern.

## Titelträger O30
| Jahr | Nr. | Austragungsort      | Herreneinzel                     | Dameneinzel                                       | Herrendoppel                                  | Damendoppel                                                      | Mixed                                           |
| ---- | --- | ------------------- | -------------------------------- | ------------------------------------------------- | --------------------------------------------- | ---------------------------------------------------------------- | ----------------------------------------------- |
| 1983 | 1   | Ageo                | Yuji Imai (Präfektur Gunma)      | 桶谷千鶴子 (Chizuko Oketani) (Präfektur Ishikawa) | 加治屋 (Kajiya) 工士 (Kōshi) (Kumamoto)       | 宮本 (Miyamoto) 前田 (Maeda) (Tokio)                             |                                                 |
| 1984 | 2   | Ageo                | 鈴木裕 (Yu Suzuki) (Niigata)     | 桶谷千鶴子 (Chizuko Oketani) (Präfektur Ishikawa) | 加治屋 (Kajiya) 工士 (Kōshi) (Kumamoto)       | 桶谷千鶴子 (Chizuko Oketani) 片糸 (Kataito) (Präfektur Ishikawa) |                                                 |
| 1985 | 3   | Matsuyama           | 程嘉彦 (Yoshihiko Nori) (Taipeh) | 桶谷千鶴子 (Chizuko Oketani) (Präfektur Ishikawa) | 加治屋 (Kajiya) 工士 (Kōshi) (Kumamoto)       | 桶谷千鶴子 (Chizuko Oketani) 片糸 (Kataito) (Präfektur Ishikawa) |                                                 |
| 1986 | 4   | Tachikawa           | 井出裕雄 (Shizuoka)              | 黄秀智 (Taipeh)                                   | 吉川 (Yoshikawa) 杉上 (Präfektur Kagawa)      | 林 黄 (Taipeh)                                                   |                                                 |
| 1987 | 5   | Sakaide             | 程嘉彦 (Yoshihiko Nori) (Taipeh) | 陳玉珍 (Taipeh)                                   | 劉 陳 (Taipeh)                                | 今津 原田 (Saitama/Okayama)                                      |                                                 |
| 1989 | 6   | Ōbu                 | 藤原道弘 (Okayama)               | 菊地葉子 (Tokio)                                  | 藤原 出石 (Okayama/Tottori)                   | 山本 今津 (Okayama/Saitama)                                      |                                                 |
| 1990 | 7   | Nagaokakyō          | 藤原道弘 (Okayama)               | 彼島佳子 (Präfektur Ishikawa)                     | 清水 柳 (Tokio)                               | 野村 今津 (Präfektur Kanagawa/Saitama)                           |                                                 |
| 1991 | 8   | Hiroshima           | 沙海併 (Taipeh)                  | 鵤木千加子 (Präfektur Hyōgo)                      | 鈴 今野 (Niigata)                             | 今津 山本 (Saitama/Okayama)                                      |                                                 |
| 1992 | 9   | Präfektur Miyagi    | 藤原道弘 (Okayama)               | 伊東ひとみ (Präfektur Ishikawa)                   | 小林 神谷 (Tokio)                             | 伊東 彼島 (Präfektur Ishikawa)                                   |                                                 |
| 1993 | 10  | Machida             | 張文松 (Taipeh)                  | 彼島佳子 (Präfektur Ishikawa)                     | 丹藤 謝 (Tokio)                               | 佐藤 合田 (Tokio)                                                |                                                 |
| 1994 | 11  | Ageo                | 張文松 (Taipeh)                  | 飯野裕子 (Shizuoka)                               | 張 程 (Taipeh)                                | 佐藤 合田 (Tokio)                                                |                                                 |
| 1995 | 12  | Osaka               | 葦焔 (Taipeh)                    | 今津裕美 (Saitama)                                | 和田 蘇 (Präfektur Kagawa)                    | 林 植野 (Osaka)                                                  |                                                 |
| 1996 | 13  | Matsuyama           | 若林邦任 (Okayama)               | 伊東幸代 (Präfektur Kanagawa)                     | 早水 村松 (Osaka)                             | 勝山 西村 (Präfektur Shiga)                                      |                                                 |
| 1997 | 14  | Fukuoka             | 若林邦任 (Okayama)               | Chiba昌恵 (Tokio)                                 | 早水 村松 (Osaka)                             | 西村 勝山 (Präfektur Shiga)                                      |                                                 |
| 1998 | 15  | Kanazawa            | 陳健倪 (Hongkong)                | 岡田忍 (Fukui)                                    | 加藤 荒木 (Tokio)                             | 諸星 伊東 (Präfektur Kanagawa)                                   |                                                 |
| 1999 | 16  | Präfektur Fukushima | 若林邦任 (Okayama)               | 陳愛彌 (Hongkong)                                 | 大堀均 由町弘樹 (Präfektur Fukushima/Aomori)  | Chiba昌恵 西山美代子 (Tokio)                                     |                                                 |
| 2000 | 17  | Tokushima           | 若林邦任 (Okayama)               | 岡田忍 (Fukui)                                    | 荒木康伸 加藤孝 (Tokio)                       | 椿理恵 Chiba昌恵 (Tokio)                                         |                                                 |
| 2001 | 18  | Präfektur Shizuoka  | 池田隆明 (Saitama)               | 岡田忍 (Fukui)                                    | 渡辺敏昭 大割誠一郎 (Saitama)                 | Fujimi Tamura 田頭美奈子 (Fukuoka)                               |                                                 |
| 2002 | 19  | Kōbe                | 上田健吾 (Fukui)                 | 岡田忍 (Fukui)                                    | 鈴木草麻生 (Präfektur Hyōgo) 藤村瑛佳 (Osaka) | 佐藤律子 (Aomori) Maki Ohori (Präfektur Fukushima)               |                                                 |
| 2003 | 20  | Präfektur Tottori   | 上田健吾 (Fukui)                 | 岡田忍 (Fukui)                                    | 武田享 中島真実 (Tokio)                       | 大関あゆみ 吉井位江 (Präfektur Kanagawa)                         |                                                 |
| 2004 | 21  | Präfektur Yamagata  | 上田健吾 (Fukui)                 | 大関あゆみ (Präfektur Kanagawa)                   | 常山謙二 藤原瑛佳 (Osaka)                     | 大関あゆみ 中津位江 (Präfektur Kanagawa)                         |                                                 |
| 2005 | 22  | Präfektur Saitama   | 上田健吾 (Fukui)                 | 松村康世 (Kōchi)                                  | 馬場直樹 川島一剛 (Präfektur Aichi)           | 大関あゆみ 中津位江 (Präfektur Kanagawa)                         |                                                 |
| 2006 | 23  | Hokkaidō            | Josemari Fujimoto (Tokio)        | Nami Fukui (Hiroshima)                            | 舟木康司 宍戸司 (Präfektur Kanagawa)          | 大関あゆみ 中津位江 (Präfektur Kanagawa)                         |                                                 |
| 2007 | 24  | Präfektur Fukui     | Josemari Fujimoto (Tokio)        | Nami Fukui (Hiroshima)                            | 磯貝謙太郎 花井健吉 (Präfektur Aichi)         | 原崎亮子 加藤千里 (Präfektur Aichi)                              |                                                 |
| 2008 | 25  | Präfektur Aichi     | 遠藤保樹 (Präfektur Yamagata)    | Nami Fukui (Hiroshima)                            | 佐藤憲策 富田岳彦 (Tokio)                     | 坂田雅美 (Präfektur Kanagawa) 渡辺夕子 (Niigata)                 | 松本雅之 (Gifu) 松田奈緒子 (Präfektur Ishikawa) |
| 2009 | 26  | Präfektur Fukushima | 大橋茂 (Tochigi)                 | 仲里弥生 (Präfektur Okinawa)                      | 本沢豊 白垣賢一 (Präfektur Kanagawa)          | 渡辺夕子 (Tokio) 白垣雅美 (Präfektur Kanagawa)                   | 平山卓哉 田制杏佐子 (Tokio)                     |
| 2010 | 27  | Präfektur Fukuoka   | Josemari Fujimoto (Tokio)        | 山下紋可 (Hokkaidō)                               | Tsuyoshi Fukui (Saitama) Ishikawa澄 (Chiba)   | 西城真理子 Hiromi Yamada (Tokio)                                 | 松本雅之 (Gifu) 奥村亜紀代 (Präfektur Ishikawa) |

## Titelträger O35
| Jahr | Nr. | Austragungsort      | Herreneinzel       | Dameneinzel                     | Herrendoppel                              | Damendoppel                                   | Mixed                                      |
| ---- | --- | ------------------- | ------------------ | ------------------------------- | ----------------------------------------- | --------------------------------------------- | ------------------------------------------ |
| 2008 | 1   | Präfektur Aichi     | 池田隆明 (Saitama) | 濱冶玲子 (Kumamoto)             | 濱路圭 茜ケ久保拓生 (Präfektur Kanagawa)  | 松隈敦子 (Präfektur Saga) 濱冶玲子 (Kumamoto) | Shuichiro Ogawa (Chiba) 柳瀬美幾 (Ibaraki) |
| 2009 | 2   | Präfektur Fukushima | 上田健吾 (Fukui)   | 大関あゆみ (Präfektur Kanagawa) | 斎藤勝明 五十嵐敏幸 (Präfektur Fukushima) | 谷島めぐみ 羽生美恵 (Ibaraki)                 | 美濃秀太郎 (Chiba) Chiba昌恵 (Tokio)       |
| 2010 | 3   | Präfektur Fukuoka   | 上田健吾 (Fukui)   | 井手久恵 (Okayama)              | 林潤一 虻川友光 (Osaka)                   | 永春玲子 (Tokio) 松隈敦子 (Präfektur Saga)    | 富田岳彦 富田ゆかり (Tokio)                |

## Titelträger O40
| Jahr | Nr. | Austragungsort      | Herreneinzel                     | Dameneinzel                                       | Herrendoppel                                           | Damendoppel                                                      | Mixed                                    |
| ---- | --- | ------------------- | -------------------------------- | ------------------------------------------------- | ------------------------------------------------------ | ---------------------------------------------------------------- | ---------------------------------------- |
| 1983 | 1   | Ageo                | 増井孝夫 (Präfektur Mie)         |                                                   | 杉田 鈴木 (Präfektur Kanagawa)                         | 章 敦 (Taipeh)                                                   |                                          |
| 1984 | 2   | Ageo                | 増井孝夫 (Präfektur Mie)         |                                                   | 島田 松崎 (Tokio)                                      | 石田 小橋 (Präfektur Ehime)                                      |                                          |
| 1985 | 3   | Matsuyama           | 稲村浩 (Präfektur Gunma)         | 東条フミ子 (Präfektur Kagawa)                     | 中村 松井 (Tokio)                                      | 石田 小橋 (Präfektur Ehime)                                      |                                          |
| 1986 | 4   | Tachikawa           | Kenji Suzuki (Chiba)             | 金子澄子 (Präfektur Kanagawa)                     | 陳 簡 (Taipeh)                                         | 桶谷千鶴子 (Chizuko Oketani) 片糸 (Kataito) (Präfektur Ishikawa) |                                          |
| 1987 | 5   | Sakaide             | 松井秋男 (Tokio)                 | 桶谷千鶴子 (Chizuko Oketani) (Präfektur Ishikawa) | 山本 寺崎 (Fukui)                                      | 桶谷千鶴子 (Chizuko Oketani) 片糸 (Kataito) (Präfektur Ishikawa) |                                          |
| 1989 | 6   | Ōbu                 | 陳文雄 (Taipeh)                  | 桶谷千鶴子 (Chizuko Oketani) (Präfektur Ishikawa) | 松崎 島田 (Tokio)                                      | 桶谷千鶴子 (Chizuko Oketani) 片糸 (Kataito) (Präfektur Ishikawa) |                                          |
| 1990 | 7   | Nagaokakyō          | 新井春雄 (Chiba)                 | 桶谷千鶴子 (Chizuko Oketani) (Präfektur Ishikawa) | 古明地 鈴木 (Tokio)                                    | 桶谷千鶴子 (Chizuko Oketani) 小野 (Präfektur Ishikawa/Niigata)   |                                          |
| 1991 | 8   | Hiroshima           | 塩飽初 (Präfektur Hyōgo)         | 片糸康子 (Präfektur Ishikawa)                     | 新井 小柳 (Chiba)                                      | 片糸 (Kataito) 多田 (Präfektur Ishikawa/Fukui)                   |                                          |
| 1992 | 9   | Präfektur Miyagi    | 松井秋男 (Tokio)                 | 阿部和子 (Präfektur Miyagi)                       | 中津 山村 (Tokio)                                      | 田倉 織田 (Tokio)                                                |                                          |
| 1993 | 10  | Machida             | 程嘉彦 (Yoshihiko Nori) (Taipeh) | 阿部和子 (Präfektur Miyagi)                       | 中津 山村 (Tokio)                                      | 阿部 古橋 (Präfektur Miyagi)                                     |                                          |
| 1994 | 11  | Ageo                | 高真広 (Tottori)                 | 阿部和子 (Präfektur Miyagi)                       | 程 陳 (Taipeh)                                         | 阿部 古橋 (Präfektur Miyagi)                                     | 油野 片糸 (Kataito) (Präfektur Ishikawa) |
| 1995 | 12  | Osaka               | 井出裕雄 (Shizuoka)              | 阿部和子 (Präfektur Miyagi)                       | 村元 須藤 (Aomori)                                     | 大久保 矢野 (Tokio)                                              | 程 楊 (Taipeh)                           |
| 1996 | 13  | Matsuyama           | 井出裕雄 (Shizuoka)              | 澄川稔子 (Präfektur Hyōgo)                        | 清水 柳 (Tokio)                                        | 新田 竹林 (Präfektur Kagawa)                                     | 高野 大石 (Fukui)                        |
| 1997 | 14  | Fukuoka             | 若松誠 (Shizuoka)                | 宇山昌子 (Präfektur Shiga)                        | 清水 柳 (Tokio)                                        | 小林 佐藤 (Saitama/Tokio)                                        | 落合 佐藤 (Tokio)                        |
| 1998 | 15  | Kanazawa            | 程嘉彦 (Yoshihiko Nori) (Taipeh) | 村上みゆき (Präfektur Iwate)                      | 柳 清水 (Tokio)                                        | 小林 佐藤 (Saitama/Tokio)                                        | 出石 今津 (Tottori/Saitama)              |
| 1999 | 16  | Präfektur Fukushima | 井出裕雄 (Shizuoka)              | 村上みゆき (Präfektur Iwate)                      | 川合甲祐 弓削義雄 (Gifu/Osaka)                         | 高橋寿美子 村上みゆき (Aomori/Präfektur Iwate)                   | 藤原道弘 今津裕美 (Okayama/Saitama)      |
| 2000 | 17  | Tokushima           | 毛利達彦 (Präfektur Ishikawa)    | 松尾真澄 (Yamaguchi)                              | 榎博久 高野一男 (Präfektur Kanagawa/Fukui)             | 長谷詔子 津田純子 (Tokio/Präfektur Kanagawa)                     | 藤原道弘 今津裕美 (Okayama/Saitama)      |
| 2001 | 18  | Präfektur Shizuoka  | 毛利達彦 (Präfektur Ishikawa)    | 新田豊子 (Präfektur Kagawa)                       | Yoshitaka Iino 鈴木裕 (Yu Suzuki) (Shizuoka/Niigata)   | 遠江久美子 中津恵美 (Tokio)                                      | 藤原道弘 今津裕美 (Okayama/Saitama)      |
| 2002 | 19  | Kōbe                | 江藤正治 (Kumamoto)              | 松尾真澄 (Yamaguchi)                              | Yoshitaka Iino (Shizuoka) 鈴木裕 (Yu Suzuki) (Niigata) | 井下由紀子 松原春美 (Hiroshima)                                  | 藤原道弘 今津裕美 (Okayama/Saitama)      |
| 2003 | 20  | Präfektur Tottori   | 江藤正治 (Kumamoto)              | 松尾真澄 (Yamaguchi)                              | 高橋光一 村本幹夫 (Präfektur Ishikawa)                 | 板谷悦代 児玉幸代 (Nara)                                         | 貫井智一 城戸真知子 (Tokio)              |
| 2004 | 21  | Präfektur Yamagata  | 毛利達彦 (Präfektur Ishikawa)    | 久保知佳子 (Chiba)                                | 高橋光一 村本幹夫 (Präfektur Ishikawa)                 | 今津裕美 久保知佳子 (Saitama/Chiba)                              | 貫井智一 城戸真知子 (Tokio)              |
| 2005 | 22  | Präfektur Saitama   | 若林邦任 (Okayama)               | 松尾真澄 (Yamaguchi)                              | 笹林義春 宮本道雄 (Tokio)                              | 久保知佳子 (Chiba) 今津裕美 (Saitama)                            | 貫井智一 城戸真知子 (Tokio)              |
| 2006 | 23  | Hokkaidō            | 若林邦任 (Okayama)               | 平兮章子 (Tokio)                                  | 杉本吉男 Ōta智一郎 (Kyōto)                             | Chika Tanifuji 小松いずみ (Chiba)                                | 加藤孝 Chiba昌恵 (Tokio)                 |
| 2007 | 24  | Präfektur Fukui     | 若松淳一 (Präfektur Kanagawa)    | 岡田忍 (Fukui)                                    | 白木耕太郎 近藤盾 (Tokio)                              | Chika Tanifuji 小松いずみ (Chiba)                                | 加藤孝 Chiba昌恵 (Tokio)                 |
| 2008 | 25  | Präfektur Aichi     | 青木真也 (Chiba)                 | 岡田忍 (Fukui)                                    | 斉藤郁 芦井隆俊 (Fukui)                                | 竹田由美子 成平薫 (Osaka)                                        | 加藤孝 Chiba昌恵 (Tokio)                 |
| 2009 | 26  | Präfektur Fukushima | 目崎幹生 (Niigata)               | 後藤明子 (Präfektur Miyagi)                       | 白木耕太郎 近藤盾 (Tokio)                              | 竹田由美子 成平薫 (Osaka)                                        | 加藤孝 堤弘子 (Tokio)                    |
| 2010 | 27  | Präfektur Fukuoka   | 儀間光吉 (Präfektur Okinawa)     | 富田圭子 (Präfektur Kanagawa)                     | 青木真也 Shuichiro Ogawa (Chiba)                       | Maki Ohori (Präfektur Fukushima) Fujimi Tamura (Fukuoka)         | Teruo Kawada 井下由紀子 (Hiroshima)      |

## Titelträger O45
| Jahr | Nr. | Austragungsort      | Herreneinzel                   | Dameneinzel                     | Herrendoppel                           | Damendoppel                                     | Mixed                                  |
| ---- | --- | ------------------- | ------------------------------ | ------------------------------- | -------------------------------------- | ----------------------------------------------- | -------------------------------------- |
| 2002 | 1   | Kōbe                | 中角好男 (Osaka)               | 新田豊子 (Präfektur Kagawa)     | 清水正紀 柳敬三 (Tokio)                | 新田豊子 竹林佐代子 (Präfektur Kagawa)          | 落合久夫 佐藤利子 (Tokio)              |
| 2003 | 2   | Präfektur Tottori   | 井出裕雄 (Shizuoka)            | 株本球美 (Tokushima)            | 川合甲祐 (Gifu) 弓削義雄 (Osaka)       | Emiko Ueno (Osaka) 山本邦子 (Nara)              | 高野一男 大石佐代子 (Fukui)            |
| 2004 | 3   | Präfektur Yamagata  | 岩渕信司 (Präfektur Aichi)     | 佐藤美代子 (Präfektur Yamagata) | 柳敬三 清水正紀 (Tokio)                | Emiko Ueno (Osaka) 山本邦子 (Nara)              | 榎博久 浅田幸江 (Präfektur Kanagawa)   |
| 2005 | 4   | Präfektur Saitama   | 井出裕雄 (Shizuoka)            | Yamaguchi峰子 (Nagasaki)        | 宮本芙士夫 佐藤彰彦 (Osaka)            | 上田佳代子 (Tokio) 木村奈々子 (Saitama)         | 佐藤利子 柳敬三 (Tokio)                |
| 2006 | 5   | Hokkaidō            | 岩渕信司 (Präfektur Aichi)     | 佐藤美代子 (Präfektur Yamagata) | 礒孝男 後藤智彦 (Tokio)                | Emiko Ueno (Osaka) 山本邦子 (Nara)              | 青木年也 柴田和子 (Präfektur Kanagawa) |
| 2007 | 6   | Präfektur Fukui     | 高原慶秀 (Saitama)             | 久保知佳子 (Chiba)              | 神谷敏幸 手塚浩志 (Tokio)              | 松崎厚子 平川はるみ (Chiba)                     | 宮本芙士夫 (Osaka) 山本邦子 (Nara)     |
| 2008 | 7   | Präfektur Aichi     | 江藤正治 (Kumamoto)            | 小林洋子 (Fukui)                | 高橋光一 村本幹夫 (Präfektur Ishikawa) | 今津裕美 (Saitama) Emiko Ueno (Osaka)           | 葛葉昌彦 井上美智代 (Fukui)            |
| 2009 | 8   | Präfektur Fukushima | 若林邦任 (Okayama)             | 北原鶴美 (Toyama)               | 笹林義春 宮本道雄 (Tokio)              | 工藤なおみ 平兮章子 (Tokio)                     | 葛葉昌彦 井上美智代 (Fukui)            |
| 2010 | 9   | Präfektur Fukuoka   | 斉藤清人 (Präfektur Fukushima) | 香山百合子 (Okayama)            | 宮本道雄 宗形一志 (Tokio)              | 久保知佳子 (Chiba) 山西智佳子 (Präfektur Aichi) | 白木耕太郎 工藤なおみ (Tokio)          |

## Titelträger O50
| Jahr | Nr. | Austragungsort      | Herreneinzel                        | Dameneinzel                   | Herrendoppel                                 | Damendoppel                                      | Mixed                                          |
| ---- | --- | ------------------- | ----------------------------------- | ----------------------------- | -------------------------------------------- | ------------------------------------------------ | ---------------------------------------------- |
| 1983 | 1   | Ageo                | 林玄文 (Taipeh)                     |                               | 謝 林 (Taipeh)                               | 大井 根岸 (Tokio)                                |                                                |
| 1984 | 2   | Ageo                | Hiroshi Sugita (Präfektur Kanagawa) |                               | 柳田 藤川 (Tokio)                            | Kim Yeo (韓国)                                   |                                                |
| 1985 | 3   | Matsuyama           | Hiroshi Sugita (Präfektur Kanagawa) |                               | 林 謝 (Taipeh)                               | 秋元 水口 (Tokio)                                |                                                |
| 1986 | 4   | Tachikawa           | Hiroshi Sugita (Präfektur Kanagawa) |                               | 林 廬 (Taipeh)                               | 秋元 水口 (Tokio)                                |                                                |
| 1987 | 5   | Sakaide             | Hiroshi Sugita (Präfektur Kanagawa) |                               | 林 廬 (Taipeh)                               | 秋元 水口 (Tokio)                                |                                                |
| 1989 | 6   | Ōbu                 | 高橋幸治郎 (Präfektur Kanagawa)     |                               | 高橋 杉田 (Präfektur Kanagawa)               | 秋元 水口 (Tokio)                                |                                                |
| 1990 | 7   | Nagaokakyō          | 高橋幸治郎 (Präfektur Kanagawa)     |                               | 星野 小林 (Präfektur Shimane)                | 内田 島中 (Tokio/Hokkaidō)                       |                                                |
| 1991 | 8   | Hiroshima           | 杉原哲彦 (Yamaguchi)                |                               | 大野 桶沢 (Toyama)                           | 小守 清水 (Tokio/Präfektur Kanagawa)             |                                                |
| 1992 | 9   | Präfektur Miyagi    | 杉原哲彦 (Yamaguchi)                |                               | 蓑 竹中 (Tokio)                              | 長田 田中 (Tokio)                                |                                                |
| 1993 | 10  | Machida             | 小橋幸男 (Präfektur Ehime)          |                               | 松田 山本 (Präfektur Ishikawa)               | 小守 秋元 (Tokio)                                |                                                |
| 1994 | 11  | Ageo                | Hiroshi Sugita (Präfektur Kanagawa) |                               | 簡 楊 (Taipeh)                               | 小守 秋元 (Tokio)                                | 橋田 石田 (Präfektur Ehime)                    |
| 1995 | 12  | Osaka               | 増井孝夫 (Präfektur Mie)            |                               | 小山 渡辺 (Präfektur Kanagawa)               | 小橋 石田 (Präfektur Ehime)                      | 蓑 東条 (Tokio/Präfektur Kagawa)               |
| 1996 | 13  | Matsuyama           | 渡辺直人 (Präfektur Kanagawa)       |                               | 松井 中村夫 (Tokio)                          | 小橋 石田 (Präfektur Ehime)                      | 小橋 (Präfektur Ehime)                         |
| 1997 | 14  | Fukuoka             | 松井秋男 (Tokio)                    |                               | 松井 中村 (Tokio)                            | 東条 村松 (Kagawa/Yamaguchi)                     | 蓑 東条 (Tokio/Kagawa)                         |
| 1998 | 15  | Kanazawa            | 長谷川進 (Präfektur Ishikawa)       |                               | 平井 兒嶋 (Chiba/Tokio)                      | 片糸 (Kataito) 片山 (Präfektur Ishikawa)         | 寺崎 片糸 (Kataito) (Fukui/Präfektur Ishikawa) |
| 1999 | 16  | Präfektur Fukushima | 山本敏彦 (Fukui)                    |                               | 楊美良 季華馨 (Hongkong)                     | 木田美智子 御前美智子 (Osaka)                    | 片糸康子 寺崎由雄 (Präfektur Ishikawa/Fukui)   |
| 2000 | 17  | Tokushima           | 増井孝夫 (Präfektur Mie)            |                               | 平井克英 兒島昇 (Chiba/Tokio)                | 桶本百合子 金子澄子 (Fukuoka/Präfektur Kanagawa) | 古明地正邦 中谷祥子 (Tokio)                    |
| 2001 | 18  | Präfektur Shizuoka  | 稲村浩 (Präfektur Gunma)            |                               | 古明地正邦 川村啓三 (Tokio)                  | 田倉テイ子 片糸康子 (Tokio/Präfektur Ishikawa)   | 油野徳公 片糸康子 (Präfektur Ishikawa)         |
| 2002 | 19  | Kōbe                | 林高志 (Ibaraki)                    | 前田小夜子 (Fukui)            | 前田憲宏 高橋恒雄 (Präfektur Shiga)          | 田代千知子 佐藤マツノ (Präfektur Kanagawa)       | 油野徳公 片糸康子 (Präfektur Ishikawa)         |
| 2003 | 20  | Präfektur Tottori   | 松井智治 (Kōchi)                    | 前田小夜子 (Fukui)            | Yamaguchi博 菅原弘貴 (Osaka)                 | 知念小夜子 田代千知子 (Präfektur Kanagawa)       | 平井克英 (Chiba) 土田美加 (Tokio)              |
| 2004 | 21  | Präfektur Yamagata  | 松井智治 (Kōchi)                    | 塩路雅子 (Präfektur Kanagawa) | 田村昭男 中村一弘 (和歌山)                   | 知念小夜子 田代千知子 (Präfektur Kanagawa)       | 倉田章 佐々木美知子 (Tokio)                    |
| 2005 | 22  | Präfektur Saitama   | 松井智治 (Kōchi)                    | 新田豊子 (Präfektur Kagawa)   | 田村昭男 中村一弘 (和歌山)                   | 知念小夜子 田代千知子 (Präfektur Kanagawa)       | 佐藤明海 伊嶋恵子 (Chiba)                      |
| 2006 | 23  | Hokkaidō            | 川口敏夫 (Kyōto)                    | 新田豊子 (Präfektur Kagawa)   | 榎博久 (Präfektur Kanagawa) 高野一男 (Fukui) | 新田豊子 (Präfektur Kagawa) 木村妙子 (Kumamoto)  | 高野一男 大石小夜子 (Fukui)                    |
| 2007 | 24  | Präfektur Fukui     | 池田隆治 (Tokio)                    | 新田豊子 (Präfektur Kagawa)   | 柳敬三 清水正紀 (Tokio)                      | 大石小夜子 (Fukui) 竹林佐代子 (Präfektur Kagawa) | 柳敬三 佐藤利子 (Tokio)                        |
| 2008 | 25  | Präfektur Aichi     | 日高道男 (Präfektur Miyazaki)       | 宇山昌子 (Präfektur Shiga)    | 浅見初男 小林静男 (Tokio)                    | 佐野玲子 佐藤利子 (Tokio)                        | 柳敬三 佐藤利子 (Tokio)                        |
| 2009 | 26  | Präfektur Fukushima | 岩渕信司 (Präfektur Aichi)          | Yamaguchi峰子 (Nagasaki)      | 川合甲祐 (Gifu) 弓削義雄 (Osaka)             | Emiko Ueno (Osaka) 今津裕美 (Saitama)            | 宮本芙士夫 (Osaka) 山本邦子 (Nara)             |
| 2010 | 27  | Präfektur Fukuoka   | 川路和利 (Kagoshima)                | 菊池葉子 (Tokio)              | 神谷敏幸 (Tokio) 菅敏明 (Nagasaki)           | 今津裕美 (Saitama) Emiko Ueno (Osaka)            | 宮本芙士夫 (Osaka) 山本邦子 (Nara)             |

## Titelträger O55
| Jahr | Nr. | Austragungsort      | Herreneinzel               | Dameneinzel                   | Herrendoppel                           | Damendoppel                                        | Mixed                                                              |
| ---- | --- | ------------------- | -------------------------- | ----------------------------- | -------------------------------------- | -------------------------------------------------- | ------------------------------------------------------------------ |
| 2002 | 1   | Kōbe                | 山本敏彦 (Fukui)           |                               | 中村行男 松井秋男 (Tokio)              | 宮本容子 米口順子 (Tokio)                          | 甘粕完治 佐藤マツノ (Präfektur Kanagawa)                           |
| 2003 | 2   | Präfektur Tottori   | 山本敏彦 (Fukui)           | 小橋和子 (Präfektur Ehime)    | 渡辺直人 花房幹雄 (Präfektur Kanagawa) | 松村和美 (Yamaguchi) 東条フミ子 (Präfektur Kagawa) | Shinjiro Matsuda 桶谷千鶴子 (Chizuko Oketani) (Präfektur Ishikawa) |
| 2004 | 3   | Präfektur Yamagata  | 稲村浩 (Präfektur Gunma)   | 前田小夜子 (Fukui)            | 古明地正邦 川村啓三 (Tokio)            | 藤原三和 佐藤マツノ (Präfektur Kanagawa)           | 古明地正邦 中谷祥子 (Tokio)                                        |
| 2005 | 4   | Präfektur Saitama   | 青山伸幸 (Präfektur Aichi) | 前田小夜子 (Fukui)            | 川村敬三 古明地正邦 (Tokio)            | 松本美津江 室田光枝 (Saitama)                      | 古明地正邦 中谷祥子 (Tokio)                                        |
| 2006 | 5   | Hokkaidō            | 大中康貴 (Präfektur Ehime) | 金子澄子 (Präfektur Kanagawa) | 宮林照男 坂本光雄 (Toyama)             | 室田光枝 松本美津江 (Saitama)                      | 高橋栄一 (Tokio) 竹田かすみ (Yamanashi)                            |
| 2007 | 6   | Präfektur Fukui     | 山岸義則 (Toyama)          | Ōta礼子 (Präfektur Aichi)     | 阿佐野康 倉田章 (Tokio)                | Miyazaki美江子 (Tokio) 西村孝子 (Präfektur Mie)    | 阿佐野康 田倉テイ子 (Tokio)                                        |
| 2008 | 7   | Präfektur Aichi     | 高岡桂 (Fukui)             | 藤本雅子 (Tokio)              | 中村昇 山住栄 (Präfektur Hyōgo)        | 矢代信子 田倉テイ子 (Tokio)                        | 鈴木裕 (Yu Suzuki) (Niigata) 飯野裕子 (Shizuoka)                   |
| 2009 | 8   | Präfektur Fukushima | 高岡桂 (Fukui)             | Ōta礼子 (Präfektur Aichi)     | 田村昭男 中村一弘 (和歌山)             | 増田亮子 (Saitama) 竹田かすみ (Yamanashi)          | 倉田章 佐々木美知子 (Tokio)                                        |
| 2010 | 9   | Präfektur Fukuoka   | 奥山和也 (Hokkaidō)        | 澄川稔子 (Präfektur Hyōgo)    | 川口敏夫 (Kyōto) 永井孝 (Okayama)      | 増田亮子 (Saitama) 竹田かすみ (Yamanashi)          | 平井克英 (Chiba) 土田美加 (Tokio)                                  |

## Titelträger O60
| Jahr | Nr. | Austragungsort      | Herreneinzel                      | Dameneinzel                   | Herrendoppel                                         | Damendoppel                                        | Mixed                                                              |
| ---- | --- | ------------------- | --------------------------------- | ----------------------------- | ---------------------------------------------------- | -------------------------------------------------- | ------------------------------------------------------------------ |
| 1983 | 1   | Ageo                | 陳明育 (Taipeh)                   |                               | 関 陳 (Taipeh)                                       |                                                    |                                                                    |
| 1984 | 2   | Ageo                | 饒天羅 (Taipeh)                   |                               | 陳 饒 (Taipeh)                                       |                                                    |                                                                    |
| 1985 | 3   | Matsuyama           | 畑忠雄 (Fukui)                    |                               | 畑 平田 (Fukui/Tokio)                                |                                                    |                                                                    |
| 1986 | 4   | Tachikawa           | 畑忠雄 (Fukui)                    |                               | 斉藤 柳田 (Tokio)                                    |                                                    |                                                                    |
| 1987 | 5   | Sakaide             | 柳田直規 (Naoki Yanagida) (Tokio) |                               | 柳田 平田 (Tokio)                                    |                                                    |                                                                    |
| 1989 | 6   | Ōbu                 | 柳田直規 (Naoki Yanagida) (Tokio) |                               | 柳田 平田 (Tokio)                                    |                                                    |                                                                    |
| 1990 | 7   | Nagaokakyō          | 柳田直規 (Naoki Yanagida) (Tokio) |                               | 浜中 畑 (Präfektur Ehime/Fukui)                      |                                                    |                                                                    |
| 1991 | 8   | Hiroshima           | 柳田直規 (Naoki Yanagida) (Tokio) |                               | 浜中 畑 (Präfektur Ehime/Fukui)                      |                                                    |                                                                    |
| 1992 | 9   | Präfektur Miyagi    | 柳田直規 (Naoki Yanagida) (Tokio) |                               | 横井 谷口 (Präfektur Ehime)                          |                                                    |                                                                    |
| 1993 | 10  | Machida             | 柳田直規 (Naoki Yanagida) (Tokio) |                               | 横井 谷口 (Präfektur Ehime)                          |                                                    |                                                                    |
| 1994 | 11  | Ageo                | 柳田直規 (Naoki Yanagida) (Tokio) |                               | 横井 谷口 (Präfektur Ehime)                          |                                                    |                                                                    |
| 1995 | 12  | Osaka               | 蔡白生 (Taipeh)                   |                               | 横井 谷口 (Präfektur Ehime)                          | 水口 大井 (Tokio)                                  | 高谷 増子 (Osaka/Präfektur Fukushima)                              |
| 1996 | 13  | Matsuyama           | 柳田直規 (Naoki Yanagida) (Tokio) |                               | 横井 谷口 (Präfektur Ehime)                          | 水口 大井 (Tokio)                                  | 杉田 (Präfektur Kanagawa)                                          |
| 1997 | 14  | Fukuoka             | 柳田直規 (Naoki Yanagida) (Tokio) |                               | 横井 谷口 (Präfektur Ehime)                          | 前田 山田 (Tokio)                                  | 杉田 (Präfektur Kanagawa)                                          |
| 1998 | 15  | Kanazawa            | 高橋幸治郎 (Tokio)                |                               | 佐藤 杉田 (Niigata/Präfektur Kanagawa)               | 山田 秋元 (Tokio)                                  | 杉田 (Präfektur Kanagawa)                                          |
| 1999 | 16  | Präfektur Fukushima | 高橋幸治郎 (Tokio)                |                               | 本田晃啓 Hoshino Tadao (Niigata/Präfektur Shimane)   | 秋元みや子 山田ミヨ子 (Tokio)                      | Hiroshi Sugita Yoshiko Sugita (Präfektur Kanagawa)                 |
| 2000 | 17  | Tokushima           | Hoshino Tadao (Präfektur Shimane) |                               | 本田晃啓 Hoshino Tadao (Niigata/Präfektur Shimane)   | 山田ミヨ千 秋元みや子 (Tokio)                      | Hiroshi Sugita Yoshiko Sugita (Präfektur Kanagawa)                 |
| 2001 | 18  | Präfektur Shizuoka  | 小山包博 (Präfektur Kanagawa)     |                               | 小山包博 Hiroshi Sugita (Präfektur Kanagawa)         | 秋元みや子 山田ミヨ子 (Tokio)                      | Hiroshi Sugita Yoshiko Sugita (Präfektur Kanagawa)                 |
| 2002 | 19  | Kōbe                | 小山包博 (Präfektur Kanagawa)     |                               | 小山包博 Hiroshi Sugita (Präfektur Kanagawa)         | Yoshiko Sugita 清水操 (Präfektur Kanagawa)         | Hiroshi Sugita Yoshiko Sugita (Präfektur Kanagawa)                 |
| 2003 | 20  | Präfektur Tottori   | 小山包博 (Präfektur Kanagawa)     | 山本しず子 (Präfektur Aichi)  | 小山包博 山本洋彦 (Präfektur Kanagawa)               | 鈴木八重子 松木三枝子 (Tokio)                      | 小山弘幸 黒沢光枝 (Präfektur Kanagawa)                             |
| 2004 | 21  | Präfektur Yamagata  | 増井孝夫 (Präfektur Mie)          | 山本しず子 (Präfektur Aichi)  | 松崎正門 島田稔 (Tokio)                              | 道家幸 本田綾子 (Präfektur Aichi/Nagasaki)         | 小山弘幸 黒沢光枝 (Präfektur Kanagawa)                             |
| 2005 | 22  | Präfektur Saitama   | 松崎和朗 (Präfektur Fukushima)    | 小橋和子 (Präfektur Ehime)    | Kenji Suzuki (Ibaraki) 本田務 (Niigata)              | 東条フミ子 (Präfektur Kagawa) 松村和子 (Yamaguchi) | 殿川宣勝 篠原まさ子 (Tokio)                                        |
| 2006 | 23  | Hokkaidō            | 松崎和朗 (Präfektur Fukushima)    | 藤原三和 (Präfektur Kanagawa) | 吉田邦男 (Präfektur Fukushima) 早川博 (Ibaraki)      | 児玉洋子 (Osaka) 土庵清子 (Nara)                   | 殿川宣勝 篠原まさ子 (Tokio)                                        |
| 2007 | 24  | Präfektur Fukui     | 松崎和朗 (Präfektur Fukushima)    | 小橋和子 (Präfektur Ehime)    | 松崎和朗 (Präfektur Fukushima) 日下部敏弘 (Shizuoka) | 佐藤マツノ 藤原三和 (Präfektur Kanagawa)           | 吉田寛 鈴木和枝 (Chiba)                                            |
| 2008 | 25  | Präfektur Aichi     | 松井秋男 (Tokio)                  | 金子澄子 (Präfektur Kanagawa) | 古橋政紀 後藤誠 (Präfektur Miyagi)                   | 金子澄子 (Präfektur Kanagawa) 桶本百合子 (Fukuoka) | Shinjiro Matsuda 桶谷千鶴子 (Chizuko Oketani) (Präfektur Ishikawa) |
| 2009 | 26  | Präfektur Fukushima | 山本敏彦 (Fukui)                  | 前田小夜子 (Fukui)            | 川村啓三 古明地正邦 (Tokio)                          | 鈴木眞江 (Ibaraki) 鈴木和枝 (Chiba)                | 渡辺直人 (Präfektur Kanagawa) 米口順子 (Tokio)                     |
| 2010 | 27  | Präfektur Fukuoka   | 青山伸幸 (Präfektur Aichi)        | 前田小夜子 (Fukui)            | 平井克英 松井久美則 (Chiba)                          | 横倉民子 寺本秋子 (Tokio)                          | 古明地正邦 中谷祥子 (Tokio)                                        |

## Titelträger O65
| Jahr | Nr. | Austragungsort      | Herreneinzel                      | Dameneinzel                     | Herrendoppel                                              | Damendoppel                                  | Mixed                                              |
| ---- | --- | ------------------- | --------------------------------- | ------------------------------- | --------------------------------------------------------- | -------------------------------------------- | -------------------------------------------------- |
| 2000 | 1   | Tokushima           | 柳田直槻 (Tokio)                  |                                 | 住澤幸男 柳田直規 (Naoki Yanagida) (Hokkaidō/Tokio)       | 吉田信子 中原ツイ子 (Fukuoka)                | 高谷明 増子トキ (Osaka/Präfektur Fukushima)        |
| 2001 | 2   | Präfektur Shizuoka  | 柳田直規 (Naoki Yanagida) (Tokio) |                                 | 東健治 花岡牧夫 (Hokkaidō/Tokio)                          | 伊村孝子 桂よしみ (Osaka)                    | 高谷明 小松加代子 (Kayoko Komatsu) (Osaka/Tokio)   |
| 2002 | 3   | Kōbe                | 佐藤俊夫 (Niigata)                |                                 | 佐々木繁夫 高山道喜 (Präfektur Hyōgo)                     | 秋元みや子 山田ヨシ子 (Tokio)                | 花岡牧夫 前田規子 (Tokio)                          |
| 2003 | 4   | Präfektur Tottori   | 中西久昌 (Präfektur Hyōgo)        |                                 | 佐藤俊夫 (Niigata) 住澤幸男 (Hokkaidō)                    | 栗山トミエ 野本泉 (Tokio)                    | Hiroshi Sugita Yoshiko Sugita (Präfektur Kanagawa) |
| 2004 | 5   | Präfektur Yamagata  | 中西久昌 (Präfektur Hyōgo)        |                                 | Hiroshi Sugita 伊藤武洋 (Präfektur Kanagawa)              | 堀内カズヨ 加藤みや子 (Präfektur Kanagawa)   | Hiroshi Sugita Yoshiko Sugita (Präfektur Kanagawa) |
| 2005 | 6   | Präfektur Saitama   | 佐々木堅治 (Hokkaidō)             |                                 | 本田晃啓 (Niigata) Hoshino Tadao (Präfektur Shimane)      | 田中静子 深町寛子 (Saitama)                  | Hiroshi Sugita Yoshiko Sugita (Präfektur Kanagawa) |
| 2006 | 7   | Hokkaidō            | 小山包博 (Präfektur Kanagawa)     | 加藤みや子 (Präfektur Kanagawa) | 大野幸雄 桶澤寛二 (Toyama)                                | 道家幸 (Präfektur Aichi) 本田綾子 (Nagasaki) | 堀辰夫 (Gifu) 本田綾子 (Nagasaki)                  |
| 2007 | 8   | Präfektur Fukui     | 小山包博 (Präfektur Kanagawa)     | 小守一枝 (Tokio)                | 簑栄三 (Tokio) 小山包博 (Präfektur Kanagawa)              | 鈴木八重子 松木三枝子 (Tokio)                | 堀辰夫 (Gifu) 本田綾子 (Nagasaki)                  |
| 2008 | 9   | Präfektur Aichi     | 廣田彰 (Präfektur Miyazaki)       | 片桐瑩子 (Hokkaidō)             | 山本洋彦 (Präfektur Kanagawa) 廣田彰 (Präfektur Miyazaki) | 鈴木八重子 松木三枝子 (Tokio)                | 栗須昌三 (Präfektur Aichi) 中村聡子 (Kōchi)        |
| 2009 | 10  | Präfektur Fukushima | 山本洋彦 (Präfektur Kanagawa)     | 片桐瑩子 (Hokkaidō)             | 山本洋彦 (Präfektur Kanagawa) 廣田彰 (Präfektur Miyazaki) | 道家幸 (Präfektur Aichi) 本田綾子 (Nagasaki) | 安田博泰 竹村明子 (Präfektur Kanagawa)             |
| 2010 | 11  | Präfektur Fukuoka   | 廣田彰 (Präfektur Miyazaki)       | 藤原三和 (Präfektur Kanagawa)   | Shinjiro Matsuda Eiichi Hara (Präfektur Ishikawa)         | 児玉洋子 (Osaka) 土庵清子 (Nara)             | 殿川宣勝 篠原まさ子 (Tokio)                        |

## Titelträger O70
| Jahr | Nr. | Austragungsort      | Herreneinzel                      | Dameneinzel                      | Herrendoppel                                                                 | Damendoppel                                                                   | Mixed                                              |
| ---- | --- | ------------------- | --------------------------------- | -------------------------------- | ---------------------------------------------------------------------------- | ----------------------------------------------------------------------------- | -------------------------------------------------- |
| 2003 | 1   | Präfektur Tottori   | 宮部五郎 (Miyabe Gorō) (Fukuoka)  |                                  | 須田和臣 (Kazuomi Suda) Masuhiro Ueda (Tokio)                                | 伊藤恵美子 (Emiko Ito) (Präfektur Miyagi) 小松加代子 (Kayoko Komatsu) (Tokio) |                                                    |
| 2004 | 2   | Präfektur Yamagata  | 柳田直規 (Naoki Yanagida) (Tokio) |                                  | Ikuo Ōta 宮部五郎 (Miyabe Gorō) (Kumamoto/Fukuoka)                           | 吉田信子 中原ついこ (Tsuiko Nakahara) (Fukuoka)                               | Ikuo Ōta 荻野育子 (Kumamoto/Nagasaki)              |
| 2005 | 3   | Präfektur Saitama   | 中村恭治 (Saitama)                |                                  | 高谷明 片山修治 (Osaka)                                                      | 荻野育子 (Nagasaki) Takamatsu照代 (Saitama)                                   | 高谷明 (Osaka) 増子トキ (Präfektur Fukushima)      |
| 2006 | 4   | Hokkaidō            | 安澤良夫 (Präfektur Shiga)        |                                  | Hiroshi Sugita (Präfektur Kanagawa) 横井虎男 (Torao Yokoi) (Präfektur Ehime) | 佐々木洋子 山下善子 (Tokio)                                                   | Hiroshi Sugita Yoshiko Sugita (Präfektur Kanagawa) |
| 2007 | 5   | Präfektur Fukui     | 佐々木繁夫 (Präfektur Hyōgo)      | 植木淑子 (Saitama)               | Hiroshi Sugita (Präfektur Kanagawa) 横井虎男 (Torao Yokoi) (Präfektur Ehime) | 野本泉 秋元みや子 (Tokio)                                                     | Hiroshi Sugita Yoshiko Sugita (Präfektur Kanagawa) |
| 2008 | 6   | Präfektur Aichi     | 中西久昌 (Präfektur Hyōgo)        | 加藤みや子 (Präfektur Kanagawa)  | 高橋幸治郞 (Tokio) 中西久昌 (Präfektur Hyōgo)                                | 山田ミヨ子 佐々木洋子 (Tokio)                                                 | Hiroshi Sugita Yoshiko Sugita (Präfektur Kanagawa) |
| 2009 | 7   | Präfektur Fukushima | 中西久昌 (Präfektur Hyōgo)        | 石丸桂子 (Präfektur Shiga)       | 本田晃啓 (Niigata) Hoshino Tadao (Präfektur Shimane)                         | 佐藤督子 (Präfektur Miyagi) 遠藤夫美子 (Präfektur Fukushima)                  | 明石誠 佐藤督子 (Präfektur Miyagi)                 |
| 2010 | 8   | Präfektur Fukuoka   | 中西久昌 (Präfektur Hyōgo)        | 遠藤夫美子 (Präfektur Fukushima) | 堀辰夫 (Gifu) 廣瀬勇夫 (Fukuoka)                                             | 永田紀代枝 龍至晶子 (Tokio)                                                   | 堀辰夫 (Gifu) 本田綾子 (Nagasaki)                  |

## Titelträger O75
| Jahr | Nr. | Austragungsort    | Herreneinzel                        | Dameneinzel                      | Herrendoppel                                                                 | Damendoppel                                                                          | Mixed |
| ---- | --- | ----------------- | ----------------------------------- | -------------------------------- | ---------------------------------------------------------------------------- | ------------------------------------------------------------------------------------ | ----- |
| 2010 | 1   | Präfektur Fukuoka | Hiroshi Sugita (Präfektur Kanagawa) | 小川末子 (Sueko Ogawa) (Fukuoka) | Hiroshi Sugita (Präfektur Kanagawa) 横井虎男 (Torao Yokoi) (Präfektur Ehime) | 橋村和子 (Kazuko Hashimura) (Tokio) 中丸節子 (Setsuko Nakamaru) (Präfektur Kanagawa) |       |